# カマソッツ
カマソッツ (Camazotz) は、マヤ神話におけるコウモリの神。名前は「死のコウモリ」を意味する。
『ポポル・ヴフ』によれば、地下界「シバルバー」 (Xibalba) にあるコウモリの館に棲んでいる。硬い棒のようなものを持っており、現れるものは何でも殺してしまうという。双子の英雄フンアフプーとイシュバランケーがシバルバーを訪れ、コウモリの館で一夜を明かしたとき、カマソッツはフンアフプーを罠にはめ、その首を切り落とした。